# Society for Conservation Biology
 (mai 2016).
Si vous disposez d'ouvrages ou d'articles de référence ou si vous connaissez des sites web de qualité traitant du thème abordé ici, merci de compléter l'article en donnant les références utiles à sa vérifiabilité et en les liant à la section « Notes et références ».
La Society for Conservation Biology (Société pour la biologie de la conservation) est une organisation professionnelle internationale sans but lucratif consacrée à l'étude scientifique du maintien et de la restauration de la biodiversité.
L'organisme compte plus de 12 000 membres dans le monde et des représentants de plus de 140 pays, y compris les étudiants et ceux dans les secteurs non universitaires connexes. Elle compte 44 chapitres dont 31 aux États-Unis et 13 ailleurs dans le monde.

## Historique
L'origine de cette société résulte de l'émergence d'une nouvelle discipline dans les années 1970. L'expression « biologie de la conservation » est issue d'une conférence des écologistes et des biologistes de la population à l'université du Michigan, à l'issue de laquelle fut publié un livre intitulé Conservation Biology, An Evolutionary-Ecological Perspective (Biologie de la conservation, une perspective écologique évolutionniste) vendu à des dizaines de milliers d'exemplaires.
L'intérêt pour cette discipline émergente n'a cessé de croître au point que fut décidé au milieu des années 1980 la création d'une société vouée à la promotion de la valorisation et de la défense de la biodiversité. Fondée à Ann Arbor (Michigan) le 8 mai 1985, la Society for Conservation Biology se dota, deux ans plus tard, de la revue Conservation Biology. En 2007 s'ajouta la revue Conservation Letters. L'organisme publie également, conjointement avec l'université de Washington, depuis 1997, des études dans la revue Conservation Magazine.

## Sections
En 2000, le Conseil des gouverneurs de la société a approuvé la création de sept sections régionales qui ont été formées au cours des deux années suivantes. Les sept sections sont celles de l'Afrique, l'Asie, l'Europe, l'Amérique latine et les Caraïbes, l'Amérique du Nord, la section Marine et la section Océanie.

### Section européenne
La section européenne de la Society for Conservation Biology a été créée lors d'une réunion annuelle à Canterbury en 2002. C'est dans cette ville qu'eut lieu, cette année-là, le premier congrès international de l'organisme à s'être tenu en Europe. Tous les autres auparavant avaient eu lieu en Amérique du Nord ou en Australie. Tout comme le réseau Natura 2000, sa mission est de promouvoir la biologie de la conservation et de son application pour conserver la diversité biologique en Europe. Elle organise des congrès européens portant sur la biologie de la conservation.